# Governo D'Alema I
Il governo D'Alema I è stato il cinquantaquattresimo esecutivo della Repubblica Italiana, il secondo della XIII legislatura.
Il governo rimase in carica dal 21 ottobre 1998 al 22 dicembre 1999, per un totale di 427 giorni, ovvero 1 anno, 2 mesi e 1 giorno.
Quando si insediò, il governo era composto da 25 ministri e 56 sottosegretari, per un totale di 83 componenti (presidente e vicepresidente del Consiglio inclusi); al momento delle dimissioni le quantità del suo organico non erano cambiate.
Ottenne la fiducia alla Camera dei deputati il 23 ottobre 1998 con 333 voti favorevoli e 281 contrari.
Ottenne la fiducia al Senato della Repubblica il 27 ottobre 1998 con 188 voti favorevoli, 116 contrari e 1 astenuto.
Diede le dimissioni il 18 dicembre 1999 per favorire un rimpasto di governo che tenesse conto dei nuovi equilibri della maggioranza a seguito da un lato dell'uscita nel luglio 1999 del CDU di Rocco Buttiglione e poi a dicembre dell'UDR di Francesco Cossiga, e dall'altro della possibilità reale palesata fin da ottobre di immettere ministri de I Democratici nell'esecutivo. Sempre a dicembre i Socialisti Democratici Italiani avevano chiesto di cambiare presidente del Consiglio.

## Compagine di governo

### Appartenenza politica
L'appartenenza politica dei membri del governo, al momento del giuramento, era la seguente:
| Partito | Partito                              | Presidente | Ministri | Sottosegretari | Totale |
| ------- | ------------------------------------ | ---------- | -------- | -------------- | ------ |
|         | Democratici di Sinistra              | 1          | 7        | 22             | 30     |
|         | Partito Popolare Italiano (1994)     | -          | 6        | 11             | 17     |
|         | Unione Democratica per la Repubblica | -          | 3        | 9              | 12     |
|         | Rinnovamento Italiano                | -          | 2        | 5              | 7      |
|         | Federazione dei Verdi                | -          | 2        | 3              | 5      |
|         | Partito dei Comunisti Italiani       | -          | 2        | 3              | 5      |
|         | Socialisti Democratici Italiani      | -          | 1        | 1              | 2      |
|         | Indipendenti                         | -          | 3        | 2              | 5      |
| Totale  | Totale                               | 1          | 26       | 56             | 83     |

### Provenienza geografica
La provenienza geografica dei membri del Consiglio dei ministri si può così riassumere:
| Regione             | Presidente | Vicepresidente | Ministri | Sottosegretari | Totale |
| ------------------- | ---------- | -------------- | -------- | -------------- | ------ |
| Lazio               | 1          | -              | -        | 6              | 7      |
| Sicilia             | -          | 1              | 1        | 5              | 7      |
| Emilia-Romagna      | -          | -              | 3        | 6              | 9      |
| Lombardia           | -          | -              | 2        | 7              | 9      |
| Veneto              | -          | -              | 2        | 6              | 8      |
| Puglia              | -          | -              | 3        | 4              | 7      |
| Campania            | -          | -              | 2        | 5              | 7      |
| Toscana             | -          | -              | 3        | 3              | 6      |
| Piemonte            | -          | -              | 3        | 2              | 5      |
| Sardegna            | -          | -              | 2        | 3              | 5      |
| Calabria            | -          | -              | -        | 3              | 3      |
| Umbria              | -          | -              | 2        | -              | 2      |
| Marche              | -          | -              | -        | 2              | 2      |
| Basilicata          | -          | -              | -        | 1              | 1      |
| Liguria             | -          | -              | -        | 1              | 1      |
| Trentino-Alto Adige | -          | -              | -        | 1              | 1      |

### Sostegno parlamentare
- Sostegno parlamentare al momento della fiducia (23 ottobre alla Camera, 27 ottobre al Senato).

| Camera                  | Collocazione | Partiti | Seggi     |
| ----------------------- | ------------ | --- | --------- |
| Camera dei deputati     | Maggioranza  | DS (169), Popolari per Prodi (67), UDR (26), RI (23), PdCI (21), FdV (15), SDI (8), Minoranze linguistiche (5), La Rete (3), Altri (1)               | 338 / 630 |
| Camera dei deputati     | Opposizione  | FI (111), AN (91), LN (55), PRC (13), CCD (12), Altri (10)                                                                                           | 292 / 630 |
| Senato della Repubblica | Maggioranza  | DS (101), PPI (31), UDR (19), FdV (14), PdCI (8), RI (8), SDI (5), SVP (2), Vallée d'Aoste (1), La Rete (1), PSd'Az (1), LAV (1), IdV (1), Altri (5) | 198 / 325 |
| Senato della Repubblica | Opposizione  | AN (41), FI (40), LN (24), CCD (12), PRC (3), LVR (2), Fiamma Tricolore (1), Lista Pannella (1), Altri (3)                                           | 127 / 325 |

## Composizione
| Carica                                                             | Titolare                              | Titolare                                                                                              | Titolare | Sottosegretari |
| Presidenza del Consiglio dei ministri                              | Presidenza del Consiglio dei ministri | Presidenza del Consiglio dei ministri                                                                 | Presidenza del Consiglio dei ministri | Sottosegretari di Stato alla Presidenza del Consiglio |
| ------------------------------------------------------------------ | ------------------------------------- | --- | --- | --- |
| Presidente del Consiglio                                           |                                       | | Massimo D'Alema (DS) | - Franco Bassanini (DS) - Segretario del Consiglio dei ministri - Marco Minniti (DS) - con delega al CESIS, al Giubileo del 2000, all'informazione e all'editoria |
| Vicepresidente del Consiglio                                       |                                       | senza cornice                                                                                         | Sergio Mattarella (PPI) - con delega ai servizi di sicurezza                                                                                     | - Franco Bassanini (DS) - Segretario del Consiglio dei ministri - Marco Minniti (DS) - con delega al CESIS, al Giubileo del 2000, all'informazione e all'editoria |
| Ministri senza portafoglio                                         | Ministri senza portafoglio            | Ministri senza portafoglio                                                                            | Ministri senza portafoglio | Sottosegretari di Stato |
| Affari regionali                                                   |                                       | senza cornice                                                                                         | Katia Bellillo (PdCI) | Carica non assegnata |
| Funzione pubblica                                                  |                                       | senza cornice                                                                                         | Angelo Piazza (SDI) | - Gianclaudio Bressa (PPI) |
| Pari opportunità                                                   |                                       | senza cornice                                                                                         | Laura Balbo (Verdi) | Carica non assegnata |
| Politiche comunitarie                                              |                                       | senza cornice                                                                                         | Enrico Letta (PPI) | Carica non assegnata |
| Rapporti con il Parlamento                                         |                                       | senza cornice                                                                                         | Gian Guido Folloni (UDR) | - Elena Montecchi (DS) |
| Riforme istituzionali                                              |                                       | senza cornice                                                                                         | Giuliano Amato (Indipendente) (fino al 13/05/1999)                                                                                               | Carica non assegnata |
| Riforme istituzionali                                              |                                       | Antonio Maccanico (I Democratici) (dal 21/06/1999)                                                    | | Carica non assegnata |
| Solidarietà sociale                                                |                                       | senza cornice                                                                                         | Livia Turco (DS) - con delega alle politiche per la famiglia e le disabilità, alle politiche giovanili, all'immigrazione e alla coesione sociale | Carica non assegnata |
| Ministeri                                                          | Ministri                              | Ministri                                                                                              | Ministri | Sottosegretari di Stato |
| Affari esteri                                                      |                                       | | Lamberto Dini (RI) | - Valentino Martelli (UDR) - con delega ai rapporti bilaterali con i Paesi del Medio Oriente e dell'Asia, all'Organizzazione delle Nazioni Unite, alle fonti energetiche, alle iniziative di materia ambientale e alla cooperazione internazionale per la lotta alla criminalità organizzata e alla droga - Umberto Ranieri (DS) - con delega ai rapporti bilaterali con i Paesi dell'Europa occidentale, dell'Europa centro-orientale e della Penisola balcanica, al sostegno alle imprese italiane nel mondo e all'attuazione degli Accordi di Schengen - Rino Serri (DS) - con delega ai rapporti bilaterali con i Paesi dell'Africa, alla cooperazione allo sviluppo e all'esportazione dei materiali di armamento e di interesse strategico - Patrizia Toia (PPI) - con delega ai rapporti bilaterali con i Paesi dell'America Latina e dell'Oceania, alle problematiche dei diritti umani e delle libertà fondamentali, alle relazioni culturali, all'emigrazione, agli affari sociali e agli italiani all'estero |
| Interno                                                            |                                       | senza cornice                                                                                         | Rosa Russo Iervolino (PPI) | - Franco Barberi (Indipendente) - con delega alla Protezione civile - Alberto La Volpe (SDI) - Diego Masi (UDR) (fino al 10/03/1999) - Giannicola Sinisi (PPI) - Adriana Vigneri (DS) - Alberto Gaetano Maritati (DS) - dal 04/08/1999 |
| Grazia e giustizia (Giustizia dal 14/09/1999)                      |                                       | senza cornice                                                                                         | Oliviero Diliberto (PdCI) | - Giuseppe Ayala (DS) - Franco Corleone (FdV) - Marianna Li Calzi (RI) - Maretta Scoca (UDR) |
| Tesoro, bilancio e programmazione economica                        |                                       | senza cornice                                                                                         | Carlo Azeglio Ciampi (Indipendente) (fino al 13/05/1999)                                                                                         | - Stefano Cusumano (UDR) (fino al 26/04/1999) - Natale D'Amico (RI) - con delega alle aree depresse e al bilancio comunitario - Dino Piero Giarda (Indipendente) - con delega al federalismo fiscale - Laura Pennacchi (DS) (fino al 09/07/1999) - Giorgio Macciotta (DS) - con delega agli enti pubblici, alle attività produttive, agli aspetti finanziari internazionali, ai rapporti con le regioni e le province autonome di Trento e di Bolzano e alle autonomie locali - Roberto Pinza (PPI) - con delega al credito, al risparmio, al mercato dei valori mobiliari, alle partecipazioni azionarie dello Stato e agli aspetti finanziari internazionali interessanti i Paesi dell'Unione europea - Bruno Solaroli (DS) - con delega al pubblico impiego, all'efficienza, all'economicità della spesa pubblica, al personale, ai sistemi di controllo, al sistema previdenziale e alla formazione del ministero del tesoro, del bilancio e della programmazione economica (dal 27/09/1999)                        |
| Tesoro, bilancio e programmazione economica                        |                                       | senza cornice                                                                                         | Giuliano Amato (Indipendente) (dal 13/05/1999)                                                                                                   | - Stefano Cusumano (UDR) (fino al 26/04/1999) - Natale D'Amico (RI) - con delega alle aree depresse e al bilancio comunitario - Dino Piero Giarda (Indipendente) - con delega al federalismo fiscale - Laura Pennacchi (DS) (fino al 09/07/1999) - Giorgio Macciotta (DS) - con delega agli enti pubblici, alle attività produttive, agli aspetti finanziari internazionali, ai rapporti con le regioni e le province autonome di Trento e di Bolzano e alle autonomie locali - Roberto Pinza (PPI) - con delega al credito, al risparmio, al mercato dei valori mobiliari, alle partecipazioni azionarie dello Stato e agli aspetti finanziari internazionali interessanti i Paesi dell'Unione europea - Bruno Solaroli (DS) - con delega al pubblico impiego, all'efficienza, all'economicità della spesa pubblica, al personale, ai sistemi di controllo, al sistema previdenziale e alla formazione del ministero del tesoro, del bilancio e della programmazione economica (dal 27/09/1999)                        |
| Finanze                                                            |                                       | senza cornice                                                                                         | Vincenzo Visco (DS) | - Ferdinando De Franciscis (UDR) - con delega alle entrate fiscali, all'informazione del contribuente, alla Scuola centrale tributaria, al Consiglio di presidenza della giustizia tributaria, al bilancio e all'amministrazione autonoma dei monopoli di Stato - Fausto Vigevani (DS) - con delega agli affari generali e del personale, al territorio e al Comitato interministeriale per la programmazione economica - Gian Franco Schietroma (SDI) (dal 04/08/1999) |
| Difesa                                                             |                                       | senza cornice                                                                                         | Carlo Scognamiglio Pasini (UDR) | - Fabrizio Abbate (PPI) - con delega alla costruzione e all'ammodernamento dei mezzi navali della Marina Militare, al rifornimento idrico delle isole minori, all'obiezione di coscienza, al servizio civile, ai rapporti con la pubblica amministrazione, ai cappellani militari e agli ufficiali in congedo - Massimo Brutti (DS) - con delega ai rapporti con gli omologhi della Spagna, della Germania e della Gran Bretagna, agli incontri internazionali, alla cooperazione internazionale per l'Africa subsahariana, all'ammodernamento dei mezzi dell'Aeronautica Militare, ai rapporti col ministero dell'industria, del commercio e dell'artigianato, alle casse ufficiali e sottufficiali, ai comitati misti paritetici, agli ufficiali piloti di complemento e alle compagnie aree civili - Paolo Guerrini (PdCI) - Gianni Rivera (RI) |
| Pubblica istruzione                                                |                                       | senza cornice                                                                                         | Luigi Berlinguer (DS) | - Teresio Delfino (UDR) (fino al 04/08/1999) - Nadia Masini (DS) - Carla Rocchi (FdV) - Sergio Zoppi (PPI) |
| Lavori pubblici                                                    |                                       | senza cornice                                                                                         | Enrico Micheli (PPI) | - Antonio Bargone (DS) - Mauro Fabris (UDR) - con delega ai programmi e alle iniziative comunitarie - Gianni Francesco Mattioli (FdV) |
| Politiche agricole (Politiche agricole e forestali dal 14/09/1999) |                                       | | Paolo De Castro (Indipendente) | - Roberto Borroni (DS) - Nicola Fusillo (PPI) |
| Trasporti e navigazione                                            |                                       | | Tiziano Treu (RI) | - Giordano Angelini (DS) - Luca Danese (UDR) |
| Comunicazioni                                                      |                                       | | Salvatore Cardinale (UDR) | - Vincenzo Maria Vita (DS) - Michele Lauria (PPI) - con delega ai ricorsi gerarchici e al consiglio di amministrazione del ministero |
| Industria, commercio e artigianato                                 |                                       | senza cornice                                                                                         | Pier Luigi Bersani (DS) | - Umberto Carpi (DS) - Gianfranco Morgando (PPI) |
| Lavoro e previdenza sociale                                        |                                       | senza cornice                                                                                         | Antonio Bassolino (DS) - con delega all'occupazione nel Mezzogiorno e nelle aree depresse (fino al 21/06/1999)                                   | - Claudio Caron (PdCI) - Bianca Maria Fiorillo (RI) - Raffaele Morese (PPI) - Luigi Viviani (DS) |
| Lavoro e previdenza sociale                                        |                                       | Cesare Salvi (DS) - con delega all'occupazione nel Mezzogiorno e nelle aree depresse (dal 21/06/1999) | | - Claudio Caron (PdCI) - Bianca Maria Fiorillo (RI) - Raffaele Morese (PPI) - Luigi Viviani (DS) |
| Commercio con l'estero                                             |                                       | senza cornice                                                                                         | Piero Fassino (DS) | - Antonello Cabras (DS) |
| Sanità                                                             |                                       | senza cornice                                                                                         | Rosy Bindi (PPI) | - Monica Bettoni Brandani (DS) - Antonino Mangiacavallo (RI) |
| Beni e attività culturali                                          |                                       | senza cornice                                                                                         | Giovanna Melandri (DS) | - Giampaolo D'Andrea (PPI) - Agazio Loiero (UDR) - con delega alle biblioteche pubbliche statali, all'Istituto centrale per il catalogo unico delle biblioteche italiane e le informazioni bibliografiche, all'Istituto per la patologia del libro e la discoteca di stato e agli archivi di Stato |
| Ambiente                                                           |                                       | senza cornice                                                                                         | Edoardo Ronchi (FdV) | - Valerio Calzolaio (DS) |
| Università, ricerca scientifica e tecnologica                      |                                       | | Ortensio Zecchino (PPI) | - Antonino Cuffaro (PdCI) - Luciano Guerzoni (DS) |

## Cronologia

### 1998

#### Ottobre
- 21 ottobre 1998 - Il governo D'Alema giura al Quirinale nelle mani del presidente della Repubblica Oscar Luigi Scalfaro.
- 23 ottobre 1998 - Il governo ottiene la fiducia alla Camera dei Deputati con 333 sì e 281 no.[5]
- 27 ottobre 1998 - Il governo ottiene la fiducia al Senato della Repubblica con 188 sì, 116 no e 1 astenuto[6].

#### Novembre
- 12 novembre 1998 - Arriva a Roma il leader curdo Abdullah Öcalan. Le polemiche sulla sua presenza coinvolgeranno per mesi il governo.

#### Dicembre
- 16 dicembre 1998 - Attacco di Stati Uniti d'America e Regno Unito all'Iraq senza avvertire l'Italia.[20]

### 1999

#### Gennaio
- 8 gennaio 1999 - D'Alema incontra papa Giovanni Paolo II.

#### Febbraio
- 24 febbraio 1999 - Si conclude l'esperienza politica dell'UDR. Clemente Mastella fonda l'Unione dei Democratici per l'Europa (UDEUR), Buttiglione ricostituisce i Cristiani Democratici Uniti (CDU) e Francesco Cossiga fonda l'Unione per la Repubblica (UpR). Tutti e tre i partiti rimangono nella maggioranza di governo.

#### Marzo
- 24 marzo 1999 - Cominciano gli attacchi della NATO in Iugoslavia senza il permesso dell'ONU e non votato da tutti gli Stati appartenenti alla NATO.
- 29 marzo 1999 - Il governo approva la missione umanitaria "Arcobaleno" a favore dei profughi kosovari. La gestione della missione provocherà polemiche e iniziative giudiziarie.

Tutt'oggi ci sono discordanze tra le classi politiche sulle questioni dell'utilizzo di uranio impoverito nel bombardamento.

#### Aprile
- 18 aprile 1999 - Il referendum per l'abolizione della quota proporzionale non raggiunge il quorum.

#### Maggio
- 5 maggio 1999 - Romano Prodi, divenuto nel frattempo presidente della Commissione UE, ottiene la fiducia al Parlamento Europeo.
- 13 maggio 1999 - Il Ministro del Tesoro Carlo Azeglio Ciampi (Indipendente) viene eletto presidente della Repubblica alla prima votazione. Il Ministro per le Riforme Istituzionali Giuliano Amato (Indipendente) viene nominato Ministro del Tesoro al suo posto.
- 15 maggio 1999 - Il premier D'Alema presenta le dimissioni di cortesia del governo al neo presidente della Repubblica Ciampi, che come da prassi le respinge.
- 20 maggio 1999 - Torna il terrorismo delle Brigate Rosse. Viene ucciso a Roma Massimo D'Antona.

#### Giugno
- 13 giugno 1999 - Elezioni europee e amministrative, Forza Italia torna ad essere il primo partito con il 25,2%. Buon risultato per la Lista Bonino-Pannella e dei Democratici. Calo dei DS.
- 21 giugno 1999 - Antonio Maccanico (I Democratici) viene nominato Ministro per le Riforme Costituzionali.
- 27 giugno 1999 - Nei ballottaggi delle amministrative, a Bologna, vince a sorpresa il candidato del Polo Giorgio Guazzaloca.

#### Luglio
- 25 luglio 1999 - I Cristiani Democratici Uniti e l'Unione per la Repubblica lasciano la maggioranza. Si dimette il sottosegretario Teresio Delfino, mentre il ministro Gianguido Folloni lascia il CDU e rimane nel governo.

#### Agosto
- 25 agosto 1999 - Torna in Italia Silvia Baraldini.

#### Ottobre
- 11 ottobre 1999 - La Commissione Stragi rende pubblico il Dossier Mitrochin.

#### Dicembre
- 18 dicembre 1999 - Massimo D'Alema sale al Quirinale e rassegna le dimissioni. Il presidente della Repubblica Carlo Azeglio Ciampi accetta le dimissioni e affida a D'Alema l'incarico di formare un nuovo governo.
- 22 dicembre 1999 - D'Alema e il suo nuovo governo giurano al Quirinale; termina quindi il governo D'Alema I.